# HSG Wetzlar
HSG Wetzlar je njemački rukometni klub iz Wetzlara. Osnovan je 1992. godine i natječe se u Prvoj njemačkoj rukometnoj ligi. 
Trener kluba je bivši hrvatski izbornik Hrvoje Horvat mlađi. 

## Poznati igrači koji su nastupali ili nastupaju za HSG Wetzlar
- Valter Matošević

- Ivano Balić

## Poznati treneri
- Vlado Stenzel

## Vanjske poveznice
- Službene stranice kluba